# Val Meredith
Val Meredith (née le 22 avril 1949 à Edmonton, en Alberta) est une courtière en immeubles et femme politique canadienne. 

## Biographie
Elle fut députée à la Chambre des communes du Canada, successivement sous les bannières du Parti réformiste du Canada et de l'Alliance canadienne de 1993 à 2004.